# Jákó
Jákó là một thị trấn thuộc hạt Somogy, Hungary. Thị trấn này có diện tích 16,69 km², dân số năm 2010 là 618 người, mật độ 37 người/km².